# Archives de la ville d'Amsterdam
Les Archives de la ville d'Amsterdam (en néerlandais : Stadsarchief Amsterdam) conservent des documents relatifs à l'histoire d'Amsterdam et fournissent des informations sur la ville. Avec des archives s'étendant sur entre 35 et 50 km d'étagères, les Archives de la ville d'Amsterdam sont les plus grandes archives municipales du monde.
Les Archives peuvent se visiter.

## Histoire
Au Moyen-Âge, les documents importants d'Amsterdam sont conservés dans un cabinet spécial, gardé dans la « chapelle de fer » (IJzeren Kapel) de la Vieille église. Au XIXe siècle, les archives déménagent au Waag sur le Nieuwmarkt, puis en 1914 à l'ancien hôtel de ville de Niewer-Amstel (en).
Depuis l'été 2007, les Archives de la ville d'Amsterdam sont installées au bâtiment monumental appelé « De Bazel », au centre-ville, qui tient son nom du célèbre architecte néerlandais Karel de Bazel, qui l'a dessiné.